# Лил Баб
Лил Баб (21 июня 2011 — 1 декабря 2019) — американская кошка, известная своим уникальным внешним видом. Её фотографии были впервые опубликованы в Tumblr в ноябре 2011 года.
Лил Баб была самой маленькой в своем выводке, рождённой от дикой матери. Она родилась с несколькими генетическими мутациями, её пришлось кормить из бутылочки, и ей было трудно быть усыновлённой. У Лил Баб была крайняя форма кошачьей карликовости, которая заставляла ее конечности и нижнюю челюсть быть довольно маленькими по сравнению с остальной частью ее тела. Укороченная нижняя челюсть означала, что, помимо всего прочего, она не могла удержать язык во рту. Ее владелец, Майк Бридавски, удочерил ее, когда его друзья попросили его дать ей дом. Когда Бридавский впервые взял ее на руки, он сказал: «Эй, приятель!».
Лил Баб страдала остеопетрозом, от которого получала лекарства. В конце 2012 года, во время съемок фильма Lil Bub & Friendz, у нее был серьезный эпизод со здоровьем, и специалист из Индианаполиса диагностировал у нее остеопетроз. Короткие ноги Лил Баб и остеопетроз ограничили ее движение, но она была названа «фантастической вразвалочку». вибрации от путешествия также разрушают остеокласты.
Группа лиц запустила кампанию на сайте Experiment.com чтобы расшифровать геном Лил Баб. Цель этого проекта состояла в том, чтобы лучше понять уникальный внешний вид Лил Баб. Кампания достигла своей цели финансирования 25 мая 2015 года ученые обнаружили, что Лил Баб имел мутацию в гене RANK/TNFRSF11A, которая также была обнаружена у одной мыши и пятнадцати человек. Их исследование на Лил Баб опубликовано в bioRxiv.
Бридавски продавал различные товары под псевдонимом Лил Баб и жертвовал большую часть прибыли группам спасения животных. Часть денег также помогла Бридавскому погасить шестимесячную арендную плату за свою студию звукозаписи. У Бридавски есть политика, чтобы не «подходить ни к кому ни к чему» и решил не подписывать контракт с агентом таланта Беном Лэшесом, чьи клиенты включали Grumpy Cat Lil Bub’s Lil Book: the Extraordinary Life of the Most Amazing Cat on the Planet был выпущен 3 сентября 2013 года.
Лил Баб умерла во сне 1 декабря 2019 года. По словам ее владельца, Лил Баб боролась с агрессивной костной инфекцией в момент ее смерти.